# Jeff Baena
Jeffrey Lance "Jeff" Baena, född 29 juni 1977 i Miami i Florida, död 3 januari 2025 i Los Angeles i Kalifornien, var en amerikansk manusförfattare och filmregissör. Han skrev och regisserade filmerna Life After Beth (2014), Joshy (2016), The Little Hours (2017), Horse Girl (2020) och Spin Me Round (2022), samt var med och skrev manuset till filmen I Heart Huckabees (2004). Han var även känd för sina samarbeten med skådespelerskorna Alison Brie (med vilken han skrev filmerna Horse Girl och Spin Me Round), Molly Shannon och hustrun Aubrey Plaza.
Jeff Baena gifte sig år 2021 med skådespelerskan Aubrey Plaza, efter att ha varit tillsammans med henne sedan år 2011.
Jeff Baena hittades död av sin assistent i sitt hem i Los Angeles den 3 januari 2025. Dödsorsaken visade sig vara självmord genom hängning.

## Filmografi (i urval)
- 2004 – I Heart Huckabees
- 2004 – Familjen är värre (okrediterad medverkan)
- 2014 – Life After Beth[8]
- 2016 – Joshy
- 2017 – The Little Hours[9]
- 2020 – Horse Girl[10]
- 2022 – Spin Me Round[9]